# Vincentas Brizgys
Vincentas Brizgys (* 10. November 1903 in Plyniai, Kongresspolen; † 23. April 1992) war Weihbischof im katholischen Erzbistum Kaunas.

## Leben
Von 1921 bis 1927 absolvierte er das Studium am Priesterseminar Sejny und wurde am 5. Juni 1927 zum Priester geweiht. Von 1930 bis 1935 promovierte er im Kirchenrecht und Philosophie an der Gregoriana in Rom. Von 1936 bis 1940 lehrte er am Priesterseminar Vilkaviškis. Am 2. April 1940 wurde er vom Papst zum Weihbischof im Erzbistum Kaunas bestellt und zum Titularbischof von Bosana ernannt. Die Bischofsweihe vollzog Erzbischof Juozapas Skvireckas von Kaunas am 19. Mai. Von 1940 bis 1941 war er Regens am Priesterseminar Kaunas und von 1941 bis 1944 Dekan der Fakultät für Theologie der Vytautas-Magnus-Universität. 1944 wurde er von Gestapo in Deutschland interniert. Er nahm als Konzilsvater an allen Sitzungen des Zweiten Vatikanischen Konzils teil. Ab 1965 war er Seelsorger der Litauer in Europa. Er war Mitglied von Ateitininkai.

## Bibliografie
- Civilinės metrikacijos klausimu, 1939 m.
- Vadinamosios civilinės jungtuvės proto, teisės ir istorijos šviesoje, 1939 m.
- Moterystė, 1947 m.
- Marija danguje ir žemėje, 1956 m.
- Trisdešimt meilės žodžių, 1957 m.
- Negesinkime aukurų, 1959 m.
- Religious Conditions in Lithuania under Soviet Russian Occupation, Chicago: Lithuanian Catholic Press, 1968
- Katalikų Bažnyčia Lietuvoje 1940–44 metais, 1977 m., 1993 m., anglų kalba 1968 m., ispanų kalba 1975 m.
- Kazimiera Kaupaitė – Motina Marija, 1982 m.
- Neišskiriami trys nežinomieji: Žmogus, pasaulis. Dievas, 1982 m.
- Žmogus realiame gyvenime, 1984 m.
- Gyvenimo keliai, atsiminimų knyga, 1993 m.